# Радијатор
Радијатор (лат. radiatus) је направа за пренос топлоте и то често са топлом водом или ваздухом. Појам се најчешће користи за радијаторе централног грејања и уређајима за хлађење.